# Mount Krokisius
Mount Krokisius är ett berg i Sydgeorgien och Sydsandwichöarna (Storbritannien). Det ligger i den nordvästra delen av Sydgeorgien och Sydsandwichöarna. Toppen på Mount Krokisius är 625 meter över havet, eller 285 meter över den omgivande terrängen. Bredden vid basen är 2,2 km.
Terrängen runt Mount Krokisius är kuperad åt sydväst, men österut är den platt. Havet är nära Mount Krokisius åt nordost.  Trakten runt Mount Krokisius är nära nog obefolkad, med mindre än två invånare per kvadratkilometer. Det finns inga samhällen i närheten.  

## Historik
Mount Krokisius namngavs av Tysklands grupp under det första internationella polaråret, 1882–1883. Tysklands expeditionsgrupp namngav berget efter deras Kommendörkapten Ferdinand Krokisius (1842-1908)